# Guitar Hero World Tour
Guitar Hero World Tour är ett tv-spel/datorspel till PC, Mac, Xbox 360, Playstation 3, Nintendo Wii och Playstation 2. 
Guitar Hero World Tour räknas som det fjärde stora spelet i serien efter Guitar Hero, Guitar Hero II och Guitar Hero III: Legends of Rock. Det som skiljer Guitar Hero World Tour från de tidigare spelen i serien är att man kan spela som ett band. Fyra personer kan spela på en spelkonsol. En spelar gitarr, en spelar elbas, en spelar trummor, och en sjunger. Utöver dessa fyra kan ytterligare fyra personer spela online. Det gör man över Playstation Network, Xbox Live eller Nintendo Wi-Fi Connection, beroende på vilken konsol man spelar på. Man kan alltså ställa sitt eget band mot ett annat band över nätet.
Guitar Hero World Tour är mycket likt sin konkurrent Rock Band. Även där kan fyra personer spela, med samma instrumentuppsättning. Rock Band släpptes nästan ett år innan Guitar Hero World Tour släppts.

## Låtlista
Låtlistan består av 86 originalinspelningar, det vill säga att till skillnad mot tidigare delar i serien är nu inga covers med. Värt att notera är också att Kent blir det femte svenska bandet att få med en låt i Guitar Hero. Tidigare svenska band i Guitar Hero var Backyard Babies, The Hellacopters och In Flames som hade med varsin låt i Guitar Hero III: Legends of Rock. Även Soilwork har varit med, dock i Guitar Hero II. Kents "Vinternoll2" är däremot den första låten i Guitar Hero med text på svenska.
- 311 - "Beautiful Disaster"
- 30 Seconds to Mars - "The Kill"
- Airbourne - "Too Much Too Young Too Fast"
- The Allman Brothers Band - "Ramblin' Man"
- Anouk - "Good God"
- Three Days Grace - "Never Too Late"
- At the Drive-In - "One Armed Scissor"
- Beastie Boys - "No Sleep Till Brooklyn"
- Beatsteaks - "Hail to the Freaks"
- Billy Idol - "Rebel Yell"
- Black Label Society - "Stillborn"
- Black Rebel Motorcycle Club - "Weapon of Choice"
- blink-182 - "Dammit"
- Blondie - "One Way or Another"
- Bob Seger & The Silver Bullet Band - "Hollywood Nights"
- Bon Jovi - "Livin' on a Prayer"
- Bullet for My Valentine - "Scream Aim Fire"
- Coldplay - "Shiver"
- Creedence Clearwater Revival - "Up Around the Bend"
- The Cult - "Love Removal Machine"
- Dinosaur Jr. - "Feel the Pain"
- The Doors - "Love Me Two Times"
- Dream Theater - "Pull Me Under"
- The Eagles - "Hotel California"
- The Enemy - "Aggro"
- Filter - "Hey Man, Nice Shot"
- Fleetwood Mac - "Go Your Own Way"
- Foo Fighters - "Everlong"
- The Guess Who - "American Woman"
- Hush Puppies - "You're Gonna Say Yeah!"
- Interpol - "Obstacle 1"
- Jane's Addiction - "Mountain Song"
- The Jimi Hendrix Experience - "Purple Haze (Live)"
- Jimi Hendrix - "The Wind Cries Mary"
- Jimmy Eat World - "The Middle"
- Joe Satriani - "Satch Boogie"
- Kent - "Vinternoll2"
- Korn - "Freak on a Leash"
- Lacuna Coil - "Our Truth"
- Lenny Kravitz - "Are You Gonna Go My Way"
- Linkin Park - "What I've Done"
- The Living End - "Prisoner of Society"
- Los Lobos - "La Bamba"
- Lost Prophets - "Rooftops (A Liberation Broadcast)"
- Lynyrd Skynyrd - "Sweet Home Alabama (Live)"
- Mars Volta - "L'Via L'Viaquez"
- MC5 - "Kick Out the Jams"
- Metallica - "Trapped Under Ice"
- Michael Jackson - "Beat It"
- Modest Mouse - "Float On"
- Motörhead - "Overkill"
- Muse - "Assassin"
- Negramaro - "Nuvole e Lenzuola"
- Nirvana - "About a Girl (Unplugged)"
- No Doubt - "Spiderwebs"
- NOFX - "Soul Doubt"
- Oasis - "Some Might Say"
- Ozzy Osbourne - "Crazy Train"
- Ozzy Osbourne - "Mr. Crowley"
- Paramore - "Misery Business"
- Pat Benatar - "Heartbreaker"
- R.E.M. - "The One I Love"
- Radio Futura - "Escuela De Calor"
- Rise Against - "Re-Education Through Labor"
- Sex Pistols - "Pretty Vacant"
- Silversun Pickups - "Lazy Eye"
- The Smashing Pumpkins - "Today"
- Steely Dan - "Do It Again"
- Steve Miller Band - "The Joker"
- Sting (musiker) - "Demolition Man (Live)"
- The Stone Roses - "Love Spreads"
- Stuck in the Sound - "Toy Boy"
- Sublime - "Santeria"
- Survivor - "Eye of the Tiger"
- System of a Down - "B.Y.O.B."
- Ted Nugent - "Stranglehold"
- Ted Nugent's Original Guitar Duel Recording
- Tokio Hotel - "Monsoon"
- Tool - "Parabola"
- Tool - "Schism"
- Tool - "Vicarious"
- Trust - "Antisocial"
- Van Halen - "Hot for Teacher"
- Willie Nelson - "On the Road Again (Live)"
- Paul McCartney & Wings - "Band on the Run"
- Zakk Wylde's Original Guitar Duel Recording

### Skapa egna låtar
Guitar Hero World Tour är det första spelet i serien som tillåter spelarna att skapa egna låtar. Man kan använda sig av gitarr, trummor och bas, dock inte sång. Denna funktion anses vara mycket detaljerad. Bland annat meddelade den amerikanska spelsajten IGN att de lyckats skapa en nästan identisk version av "Smells Like Teen Spirit", originalet gjort av Nirvana.
De låtar man själv gjort kan man dela med andra användare över Playstation Network, Xbox Live och Nintendo Wi-Fi Connection.

### Nedladdningsbart innehåll
Precis som i Guitar Hero II och Guitar Hero III: Legends of Rock kan man ladda ner nya sånger, ofta i olika paket. Det som är nytt för Guitar Hero World Tour är att även användare av versionen för Nintendo Wii kan ladda ner låtar. Lagringsutrymmet i konsolen är inte stort, men man kan också använda Secure Digital-kort som extra lagringsutrymme. Det är dessutom möjligt att spela de nerladdningsbara låtarna ifrån Guitar Hero III: Legends of Rock i Guitar Hero World Tour.